# Спілка українських лікарів у Чехословаччині
Спілка українських лікарів у Чехословаччині — професійна організація українських лікарів з осідком у Празі, існувала в 1922—1940 роках. На початку 1939 року нараховувала 119 членів (всіх лікарів-українців у Чехословаччині було близько 150). Найбільшу діяльність (видавництво, стипендії для поглиблення студій своїх членів) виявляла у 1920-х pоках, зокрема завдяки субвенції чехословацького уряду (в 1923—1928  — 672 000 крон). Спілки видала 6 чисел «Українського Медичного Вістника» (1923—1925) і «Латинсько-Український Медичний Словник» (1926; за редакцією Б. Матюшенка і Василя Наливайка). Головним основоположником С. У. Л. Ч. С. був Борис Матюшенко, він також і голова до 1935 року; пізніше Юрій Добриловський.